# Asztalos Béla
Asztalos Béla (Komárom, 1867. - 1928. november 4.) Komárom vármegyei főjegyző, utolsó alispán.

## Élete

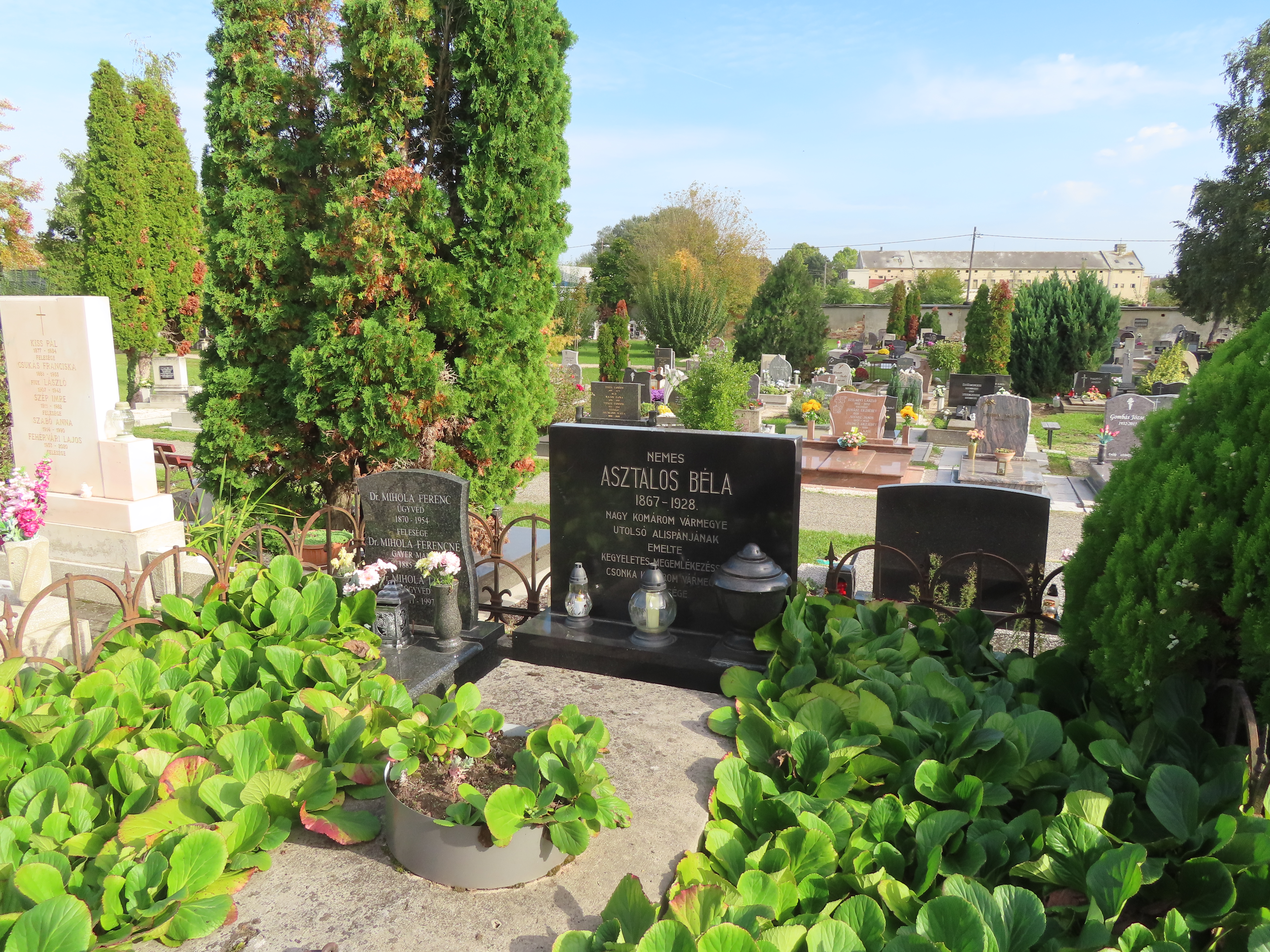
Sírja Komáromban

Asztalos Aba bíró, kuriai tanácselnök és Mikovinyi Teréz Lujza gyermeke. Testvére Asztalos István volt.
A komáromi, majd budapesti gimnáziumokban végezte tanulmányait. Jogot hallgatott és visszatért Komárom vármegyei hivatali szolgálatba. 1890-től tatai szolgabíró, 1893-tól vármegyei első aljegyző, 1899-től vármegyei főjegyző. Ghyczy Dénes alispán helyettese, majd nyugdíjba vonulását követően 1917 decemberétől Komárom vármegye alispánja lett a csehszlovák államfordulatig. 1919. év elején a magyar belügyminiszter határozott kérésére helyén maradt tisztviselőtársaival együtt és a kívánt engedelmességi fogadalmat letette. 1919 őszén, amikor csehszlovák tisztviselőket hoztak Komárom vármegyébe, megvált hivatalától és átköltözött a Dunán, ahol átvette a vármegye magyarországi részének irányítását. Újraszervezve a közigazgatást, e tisztségét töltötte be mindaddig, mígnem 1923-ban a maradék vármegyét egyesítették Esztergom vármegye megmaradt részével.
A Magyar-Komárom új református templomának felszentelésére érkező Antal Géza református püspök fogadására ment ki a pályaudvarra, ahol rosszul lett és hazatért. Szívbénulás érte, s másnap, vasárnap délben elhunyt. Temetését Antal Géza dunántúli református püspök, Löké Károly tatai egyházmegyei esperes és Sári Imre komáromi református lelkész végezték. Özvegye Aranyossy Margit volt.
Többször volt választási elnök az egyes kerületekben. Az első világháború alatt hosszú időn át a vármegyei közélelmezést irányította. A Jókai Egyesület ügyvezető elnöke volt. Több komáromi pénzintézet és iparvállalat igazgatóságában és vezetésében vett részt, a tatai református egyházmegyének világi tanácsbirója volt.